# 他玛
他玛 （希伯來語：תָּמָר，羅馬化：Tamar，直译：「Tāmār」，海枣）是《旧约圣经·創世記》中记载的一个人物，本來是犹大的儿媳，先后嫁给他的两个儿子珥與俄南，後來，因為犹大的毀約，他玛設下美人局與犹大發生性關係，生下孪生子法勒斯和谢拉。
在《撒母耳記》中，有另一位他瑪，是大衛王的女兒，被兄長暗嫩強姦。

## 故事

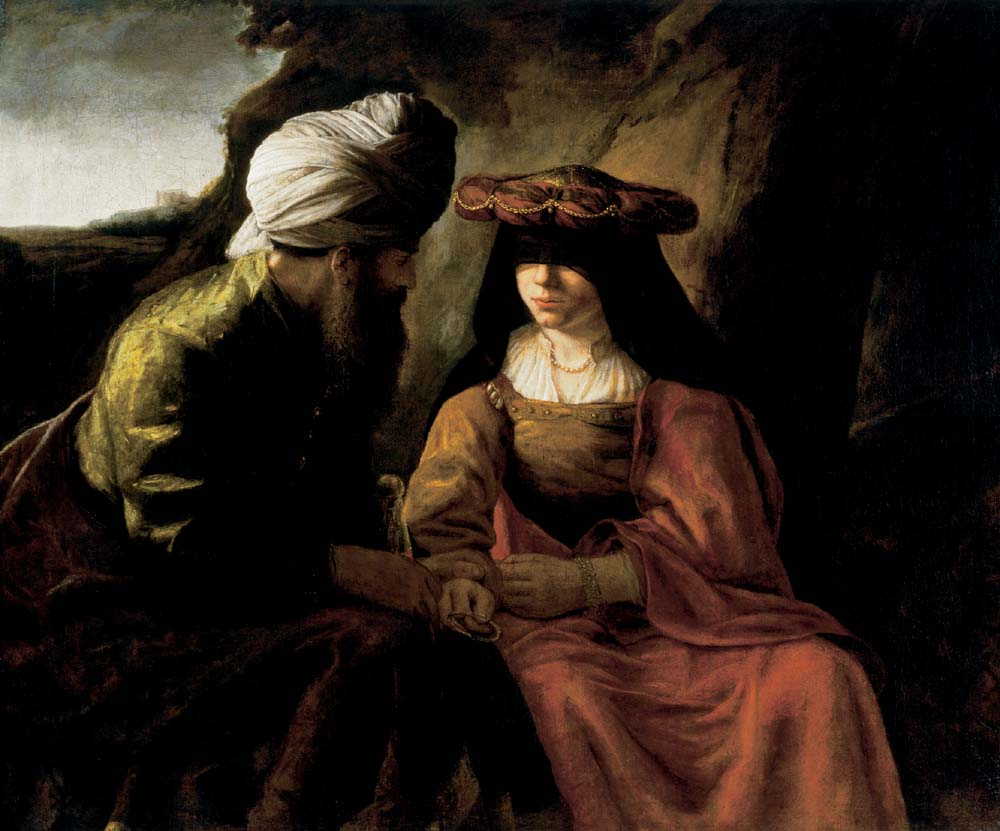
犹大和他玛

在创世记第38章中，记述了他玛是猶大的兒媳，长子珥的妻子；但是由于珥的邪恶（並未記載為何種惡行），而死於天譴（遭耶和华處死），于是犹大依照希伯來的習俗，要求次子俄南与他玛同房，以便为长子珥留下繼承人。俄南知道，生下的小孩屬於珥的名下，所以俄南佔有了他瑪的肉體，享受性愛的快樂，採用體外射精的方式，刻意不讓他瑪懷孕，避免生下不属于自己的后代。耶和华憎恨俄南的做法，也使俄南死於天譴。这时犹大担心如果按风俗继续让第三子示拉与他玛同房，自己仅剩的一个儿子示拉也會步上哥哥後塵，最終死於天誅，因此暂用托词，让她先回娘家守寡，等待示拉长大，再与她同房；可是他玛发现示拉已经成人了，但还没有实践诺言来迎娶她，於是他玛心生一計，決定設法留下猶大的香火，並使長子名份得以延續。
根据创世记38章的记载，犹大在自己的妻子去世之后，和朋友前往亭拿剪羊毛。他玛听到消息，就坐在往亭拿路上的伊拿印城门口，戴上面纱，假扮流鶯妓女。犹大来此召妓，由于他玛戴着面纱，他没有辨认出是自己的儿媳 。作為召妓的費用，犹大提出付给她一只山羊羔作为代价，但是他玛要求先以犹大的印、带子和杖作为抵押品；他玛因为这次与公公犹大的同房而怀孕，但是当犹大后来送去羊羔时，发现她已经带着印、带子和杖离开。三个月以后，当犹大听说他玛在娘家守寡期间充当妓女，并且怀孕的消息，便下令以通奸罪名将她火刑烧死；但是当他玛向他出示犹大给她的印、带子和杖，公开宣布孩子的父亲就是印、带子和杖的主人，于是犹大承认了她和孩子，并且承认他玛比自己更为公义，因为自己没有让幼子示拉迎娶他玛 。

## 意义
圣经批判者认为，这是一个原型神话，反映了犹大支派中人口的波动；文本批判学者将文本归于Yahwist，尽管圣经学者将其当作关于部落国家不早于此。许多学者认为珥和俄南的死反映了两个部落的灭绝；“俄南”可能说明 一支以东部落称为“俄南”，在创世记36章曾提到以东后裔；而“珥”也出现在历代志的家谱中，曾经是一个部落，后来包括在“示拉”部落中.
另一些学者则关注夫兄弟婚制度，或者将其作为这种制度起源的原型神话，因为它集锦了各种婚姻案例：为了享乐而不要孩子（俄南）、拒绝完婚（示拉）、与亡夫兄弟以外的人进行夫兄弟婚行为；